# Schottische Badmintonmeisterschaft
Die Schottischen Meisterschaften im Badminton werden seit 1908 ausgetragen und gehören damit zu den dienstältesten Titelkämpfen im Badminton überhaupt. Das Turnier fand während des Ersten und Zweiten Weltkriegs und in den Jahren unmittelbar danach nicht statt. In den Anfangsjahren wurden nicht immer alle fünf Disziplinen ausgespielt, sondern nur das Mixed, das Herrendoppel und das Damendoppel. Bis 1934 wurden die Meisterschaften gemeinsam mit den Scottish Open ausgetragen. Diese internationalen Titelkämpfe gibt es in Schottland schon ein Jahr länger, Mannschaftstitelkämpfe seit 1928, Juniorentitelkämpfe seit der Saison 1969/1970.

## Die Titelträger
| Saison    | Herreneinzel      | Dameneinzel         | Herrendoppel                        | Damendoppel                          | Mixed                                 |
| --------- | ----------------- | ------------------- | ----------------------------------- | ------------------------------------ | ------------------------------------- |
| 1908      | nicht ausgetragen | nicht ausgetragen   | nicht ausgetragen                   | nicht ausgetragen                    | H. J. H. Inglis Balfour               |
| 1909      | nicht ausgetragen | nicht ausgetragen   | J. H. Cochrane W. Cochrane          | nicht ausgetragen                    | James Crombie V. I. Todd              |
| 1910      | nicht ausgetragen | nicht ausgetragen   | James Crombie H. J. H. Inglis       | nicht ausgetragen                    | J. H. Cochrane V. A. Lamb             |
| 1911      | nicht ausgetragen | nicht ausgetragen   | James Crombie H. J. H. Inglis       | nicht ausgetragen                    | James Crombie V. I. Todd              |
| 1912      | nicht ausgetragen | nicht ausgetragen   | James Crombie H. J. H. Inglis       | nicht ausgetragen                    | J. E. Crabbie D. Addis                |
| 1913      | nicht ausgetragen | nicht ausgetragen   | James Crombie H. J. H. Inglis       | nicht ausgetragen                    | James Crombie M. Findlay              |
| 1914      | nicht ausgetragen | nicht ausgetragen   | James Crombie H. J. H. Inglis       | nicht ausgetragen                    | J. H. Inglish H. C. A. Longmuir       |
| 1915 1920 | nicht ausgetragen | nicht ausgetragen   | nicht ausgetragen                   | nicht ausgetragen                    | nicht ausgetragen                     |
| 1921      | nicht ausgetragen | nicht ausgetragen   | W. T. Henderson J. W. Millar        | nicht ausgetragen                    | James Crombie E. C. F. MacDonald      |
| 1922      | nicht ausgetragen | nicht ausgetragen   | W. K. Tillie J. W. Henderson        | O’Connor MacLehose                   | E. R. Butcher M. C. F. Macfarlane     |
| 1923      | nicht ausgetragen | nicht ausgetragen   | R. T. Herbertson H. E. B. Neilson   | O’Connor MacLehose                   | James Crombie E. C. F. MacDonald      |
| 1924      | nicht ausgetragen | nicht ausgetragen   | E. R. Butcher R. S. Jackson         | E. C. F. MacDonald K. M. Cochrane    | R. S. Jackson Herriot                 |
| 1925      | nicht ausgetragen | nicht ausgetragen   | James Barr H. E. B. Neilson         | M. C. F. Macfarlane Marion Armstrong | R. S. Jackson Herriot                 |
| 1926      | nicht ausgetragen | nicht ausgetragen   | E. R. Butcher H. E. B. Neilson      | E. C. F. MacDonald K. M. Cochrane    | E. R. Butcher M. C. F. Macfarlane     |
| 1927      | nicht ausgetragen | nicht ausgetragen   | James Barr H. E. B. Neilson         | K. H. Dempster B. S. Dempster        | James Barr C. T. Duncan               |
| 1928      | nicht ausgetragen | nicht ausgetragen   | James Barr H. E. B. Neilson         | M. K. King Clark D. H. Ramage        | James Barr C. T. Duncan               |
| 1929      | nicht ausgetragen | nicht ausgetragen   | James Barr H. E. B. Neilson         | M. K. King Clark D. H. Ramage        | James Barr C. T. Duncan               |
| 1930      | nicht ausgetragen | nicht ausgetragen   | James Barr H. E. B. Neilson         | M. K. King Clark D. H. Ramage        | James Barr M. K. King Clark           |
| 1931      | nicht ausgetragen | nicht ausgetragen   | James Barr T. G. Dempster           | Dorothy Stenhouse J. M. Cassils      | James Barr M. K. King Clark           |
| 1932      | nicht ausgetragen | nicht ausgetragen   | James Barr T. G. Dempster           | Dorothy Stenhouse J. M. Cassils      | E. D. Ballantine M. Langmuir          |
| 1933      | nicht ausgetragen | nicht ausgetragen   | J. J. McCarry Murdo MacLean         | E. F. Ogilvie Elizabeth Anderson     | E. D. Ballantine M. Langmuir          |
| 1934      | nicht ausgetragen | nicht ausgetragen   | E. R. Butcher Edward W. Wilson      | E. F. Ogilvie Elizabeth Anderson     | Kenneth Davidson J. R. Stewart        |
| 1935      | nicht ausgetragen | nicht ausgetragen   | E. R. Butcher Edward W. Wilson      | E. W. Greenwood A. J. Gilzean        | Edward W. Wilson G. A. Bingham        |
| 1936      | nicht ausgetragen | nicht ausgetragen   | E. D. Ballantine C. Skirving        | G. A. Matheson C. B. Alison          | Edward W. Wilson G. A. Bingham        |
| 1937      | nicht ausgetragen | nicht ausgetragen   | R. W. Stevenson Jr. G. M. Crabbie   | C. P. R. Montgomery E. Smart         | Edward W. Wilson B. H. Cuthbertson    |
| 1938      | nicht ausgetragen | nicht ausgetragen   | R. W. Stevenson Jr. G. M. Crabbie   | E. F. Ogilvie Elizabeth Anderson     | Murdo MacLean Elizabeth Anderson      |
| 1939      | nicht ausgetragen | nicht ausgetragen   | James C. Mackay Edward W. Wilson    | C. P. R. Montgomery E. Smart         | Edward W. Wilson J. Holmes            |
| 1940 1947 | nicht ausgetragen | nicht ausgetragen   | nicht ausgetragen                   | nicht ausgetragen                    | nicht ausgetragen                     |
| 1948      | nicht ausgetragen | nicht ausgetragen   | James C. Mackay Edward W. Wilson    | Bessie Shearlaw C. B. Alison         | James C. Mackay C. B. Alison          |
| 1949      | nicht ausgetragen | nicht ausgetragen   | James C. Mackay Edward W. Wilson    | Elizabeth Armstrong E. W. Greenwood  | James C. Mackay C. B. Alison          |
| 1950      | Alastair McIntyre | Nancy Horner        | James C. Mackay Edward W. Wilson    | Elizabeth Armstrong E. W. Greenwood  | J. S. Millar Elizabeth Armstrong      |
| 1951      | Alastair Russell  | Nancy Horner        | W. M. Williams J. Stevenson         | Nancy Horner J. H. MacGregor         | James C. Mackay Nancy Horner          |
| 1952      | Alastair Russell  | M. Robertson        | James C. Mackay James B. Leslie     | I. S. Vallance J. H. MacGregor       | James C. Mackay J. H. MacGregor       |
| 1953      | Alastair Russell  | Nancy Horner        | James C. Mackay Wilfred Robinson    | Nancy Horner Elizabeth Armstrong     | Alastair Russell Isobel Montgomerie   |
| 1954      | Alastair Russell  | Nancy Horner        | Alastair Russell Alistair McIntyre  | J. Smart J. S. Vallence              | Alastair Russell Isobel Montgomerie   |
| 1955      | Alastair Russell  | Wilma Tyre          | Alastair Russell Alistair McIntyre  | Catherine Dunglison J. H. Dunglison  | Alistair McIntyre Eileen McKenzie     |
| 1956      | Robert Fowlis     | Wilma Tyre          | Donald Ross Frank Shannon           | Marjory B. Forrester Maggie McIntosh | Donald Ross M. Greig                  |
| 1957      | Alastair Russell  | Catherine Dunglison | Alastair Russell Alistair McIntyre  | Wilma Tyre E. Tyre                   | Robert McCoig Wilma Tyre              |
| 1958      | Robert McCoig     | Catherine Dunglison | Donald Ross J. L. Young             | Catherine Dunglison J. Gordon        | Robert McCoig Wilma Tyre              |
| 1959      | Robert McCoig     | Wilma Tyre          | Donald Ross Tony Horden             | Catherine Dunglison J. Gordon        | Mac Henderson Maggie McIntosh         |
| 1960      | Robert McCoig     | Wilma Tyre          | Donald Ross A. A. S. Morgan         | Wilma Tyre Maggie McIntosh           | Robert McCoig Wilma Tyre              |
| 1961      | Robert McCoig     | Wilma Tyre          | Robert McCoig Frank Shannon         | Wilma Tyre Maggie McIntosh           | Robert Fowlis A. Barclay              |
| 1962      | Robert McCoig     | Muriel Ferguson     | Robert McCoig Frank Shannon         | Wilma Tyre D. G. Calder              | Robert McCoig Wilma Tyre              |
| 1963      | Robert McCoig     | Muriel Ferguson     | Robert McCoig Frank Shannon         | Catherine Dunglison Muriel Ferguson  | Mac Henderson Catherine Dunglison     |
| 1964      | Robert McCoig     | Muriel Ferguson     | Robert McCoig Frank Shannon         | Elizabeth Anderson Muriel Ferguson   | Robert McCoig Wilma Reid              |
| 1965      | Robert McCoig     | Muriel Ferguson     | Robert McCoig Frank Shannon         | Catherine Dunglison Wilma Reid       | Robert McCoig Wilma Reid              |
| 1966      | James Sydie       | Muriel Ferguson     | Robert McCoig Frank Shannon         | Catherine Dunglison Wilma Reid       | Mac Henderson Catherine Dunglison     |
| 1967      | Robert McCoig     | Muriel Ferguson     | Robert McCoig Jim Campbell          | Catherine Dunglison Muriel Ferguson  | Robert McCoig M. Tait                 |
| 1968      | Robert McCoig     | Muriel Ferguson     | Robert McCoig Jim Campbell          | Wilma Reid Muriel Ferguson           | Robert McCoig Wilma Reid              |
| 1969      | Robert McCoig     | Maureen Hume        | Ian Hume Jim McNeillage             | Wilma Reid Muriel Woodcock           | Robert McCoig Wilma Reid              |
| 1970      | Robert McCoig     | Maureen Hume        | Robert McCoig Mac Henderson         | Wilma Reid Margaret Gibson           | Robert McCoig Wilma Reid              |
| 1971      | Robert McCoig     | Maureen Hume        | Robert McCoig Fraser Gow            | Christine Evans Maureen Hume         | Robert McCoig Wilma Reid              |
| 1972      | Robert McCoig     | Helen Kelly         | Robert McCoig Fraser Gow            | Helen Kelly Joanna Flockhart         | Ian Hume Mary Odell                   |
| 1973      | Robert McCoig     | Joanna Flockhart    | Robert McCoig Fraser Gow            | Helen Kelly Joanna Flockhart         | Fraser Gow Christine Stewart          |
| 1974      | Nicol McCloy      | Joanna Flockhart    | Robert McCoig Fraser Gow            | Helen Kelly Joanna Flockhart         | John Britton Christine Weir           |
| 1975      | Nicol McCloy      | Anne Johnstone      | Jim Ansari John Britton             | Helen McIntosh Christine Stewart     | Fraser Gow Christine Stewart          |
| 1976      | Nicol McCloy      | Joanna Flockhart    | Jim Ansari John Britton             | Helen McIntosh Christine Stewart     | Billy Gilliland Joanna Flockhart      |
| 1977      | Nicol McCloy      | Joanna Flockhart    | Billy Gilliland Fraser Gow          | Joanna Flockhart Christine Stewart   | Billy Gilliland Joanna Flockhart      |
| 1978      | Ronnie Conway     | Joanna Flockhart    | Billy Gilliland Fraser Gow          | Anne Johnstone Christine Stewart     | Billy Gilliland Joanna Flockhart      |
| 1979      | Billy Gilliland   | Joanna Flockhart    | Fraser Gow Gordon Hamilton          | Joanna Flockhart Christine Stewart   | Billy Gilliland Joanna Flockhart      |
| 1980      | Charlie Gallagher | Joanna Flockhart    | Billy Gilliland Dan Travers         | Christine Heatly Joy Reid            | Billy Gilliland Joanna Flockhart      |
| 1981      | Charlie Gallagher | Pamela Hamilton     | Billy Gilliland Dan Travers         | Pamela Hamilton Alison Fulton        | Billy Gilliland Joanna Flockhart      |
| 1982      | Charlie Gallagher | Pamela Hamilton     | Billy Gilliland Dan Travers         | Pamela Hamilton Alison Fulton        | Billy Gilliland Christine Heatly      |
| 1983      | Charlie Gallagher | Alison Fulton       | Billy Gilliland Dan Travers         | Pamela Hamilton Alison Fulton        | Billy Gilliland Christine Heatly      |
| 1984      | Alex White        | Alison Fulton       | Billy Gilliland Dan Travers         | Morag Johnson Alison Fulton          | Billy Gilliland Christine Heatly      |
| 1985      | Alex White        | Jennifer Allen      | Billy Gilliland Dan Travers         | Pamela Hamilton Morag Johnson        | Billy Gilliland Christine Heatly      |
| 1986      | Dan Travers       | Jennifer Allen      | Billy Gilliland Dan Travers         | Jennifer Allen Elinor Allen          | Billy Gilliland Christine Heatly      |
| 1987      | Kenny Middlemiss  | Aileen Nairn        | Alex White Iain Pringle             | Jennifer Allen Elinor Allen          | Billy Gilliland Christine Heatly      |
| 1988      | Anthony Gallagher | Gillian Martin      | Alex White Iain Pringle             | Jennifer Allen Elinor Allen          | Gordon Hamilton Fiona Stark           |
| 1989      | Anthony Gallagher | Anne Gibson         | Kenny Middlemiss Dan Travers        | Alison Gordon Fiona Stark            | Dan Travers Aileen Nairn              |
| 1990      | Anthony Gallagher | Anne Gibson         | Kenny Middlemiss Dan Travers        | Alison Gordon Fiona Stark            | Dan Travers Aileen Nairn              |
| 1991      | Kevin Scott       | Anne Gibson         | Kenny Middlemiss Russell Hogg       | Jennifer Allen Elinor Allen          | Dan Travers Aileen Nairn              |
| 1992      | Kevin Scott       | Anne Gibson         | Kenny Middlemiss Russell Hogg       | Jennifer Allen Elinor Allen          | Kenny Middlemiss Elinor Allen         |
| 1993      | Jim Mailer        | Anne Gibson         | Kenny Middlemiss Russell Hogg       | Jennifer Allen Elinor Allen          | Kenny Middlemiss Elinor Allen         |
| 1994      | Bruce Flockhart   | Elinor Allen        | Kenny Middlemiss Russell Hogg       | Jennifer Allen Elinor Allen          | Kenny Middlemiss Elinor Allen         |
| 1995      | Bruce Flockhart   | Anne Gibson         | Kenny Middlemiss Russell Hogg       | Jennifer Allen Elinor Allen          | Kenny Middlemiss Elinor Allen         |
| 1996      | Jim Mailer        | Anne Gibson         | Alastair Gatt Craig Robertson       | Jillian Haldane Elinor Middlemiss    | Kenny Middlemiss Elinor Middlemiss    |
| 1997      | Jim Mailer        | Anne Gibson         | Kenny Middlemiss Russell Hogg       | Elinor Middlemiss Aileen Travers     | David Gilmour Elinor Middlemiss       |
| 1998      | Bruce Flockhart   | Gillian Martin      | Kenny Middlemiss Russell Hogg       | Kirsteen McEwan Sandra Watt          | Kenny Middlemiss Kirsteen McEwan      |
| 1999      | Bruce Flockhart   | Gillian Martin      | Kenny Middlemiss Russell Hogg       | Kirsteen McEwan Sandra Watt          | Kenny Middlemiss Kirsteen McEwan      |
| 2000      | Bruce Flockhart   | Fiona Sneddon       | Alastair Gatt Craig Robertson       | Kirsteen McEwan Sandra Watt          | Kenny Middlemiss Kirsteen McEwan      |
| 2001      | Bruce Flockhart   | Susan Hughes        | Alastair Gatt Craig Robertson       | Rita Pickering Sandra Watt           | Russell Hogg Kirsteen McEwan          |
| 2002      | Bruce Flockhart   | Yuan Wemyss         | Russell Hogg Graeme Smith           | Sandra Watt Yuan Wemyss              | Craig Robertson Yuan Wemyss           |
| 2003      | Graham Simpson    | Fiona Sneddon       | Alastair Gatt Kenny Middlemiss      | Kirsteen McEwan Elinor Middlemiss    | Russell Hogg Kirsteen McEwan          |
| 2004      | Bruce Flockhart   | Yuan Wemyss         | David Gilmour Craig Robertson       | Kirsteen McEwan Yuan Wemyss          | Craig Robertson Yuan Wemyss           |
| 2005      | Craig Goddard     | Yuan Wemyss         | David Gilmour Craig Robertson       | Sandra Watt Yuan Wemyss              | Andrew Bowman Kirsteen McEwan-Miller  |
| 2006      | Craig Goddard     | Susan Hughes        | David Gilmour Craig Robertson       | Michelle Douglas Yuan Wemyss         | Andrew Bowman Kirsteen McEwan-Miller  |
| 2007      | Gordon Thomson    | Rita Yuan Gao       | Andrew Bowman Watson Briggs         | Susan Hughes Rita Yuan Gao           | Watson Briggs Imogen Bankier          |
| 2008      | Craig Goddard     | Susan Hughes        | Andrew Bowman David Gilmour         | Imogen Bankier Emma Mason            | Watson Briggs Imogen Bankier          |
| 2009      | Gordon Thomson    | Susan Hughes        | Thomas Bethell Watson Briggs        | Imogen Bankier Jillie Cooper         | Watson Briggs Imogen Bankier          |
| 2010      | Calum Menzies     | Susan Egelstaff     | Jamie Neill Keith Turnbull          | Imogen Bankier Emma Mason            | Watson Briggs Imogen Bankier          |
| 2011      | Kieran Merrilees  | Susan Egelstaff     | Jamie Neill Keith Turnbull          | Jillie Cooper Emma Mason             | Paul van Rietvelde Imogen Bankier     |
| 2012      | Kieran Merrilees  | Kirsty Gilmour      | Paul van Rietvelde Watson Briggs    | Jillie Cooper Imogen Bankier         | Watson Briggs Imogen Bankier          |
| 2013      | Calum Menzies     | Kirsty Gilmour      | Robert Blair Gordon Thomson         | Jillie Cooper Kirsty Gilmour         | Watson Briggs Imogen Bankier          |
| 2014      | Kieran Merrilees  | Kirsty Gilmour      | Robert Blair Paul van Rietvelde     | Imogen Bankier Kirsty Gilmour        | Robert Blair Imogen Bankier           |
| 2015      | Kieran Merrilees  | Kirsty Gilmour      | Martin Campbell Patrick MacHugh     | Imogen Bankier Kirsty Gilmour        | Robert Blair Imogen Bankier           |
| 2016      | Matthew Carder    | Kirsty Gilmour      | Robert Blair Adam Hall              | Rebekka Findlay Kirsty Gilmour       | Robert Blair Imogen Bankier           |
| 2017      | Kieran Merrilees  | Kirsty Gilmour      | Martin Campbell Patrick MacHugh     | Julie MacPherson Eleanor O’Donnell   | Patrick MacHugh Kirsty Gilmour        |
| 2018      | Kieran Merrilees  | Kirsty Gilmour      | Alexander Dunn Adam Hall            | Julie MacPherson Eleanor O’Donnell   | Alexander Dunn Eleanor O’Donnell      |
| 2019      | Kieran Merrilees  | Kirsty Gilmour      | Alexander Dunn Adam Hall            | Julie MacPherson Holly Newall        | Adam Hall Julie MacPherson            |
| 2020      | Kieran Merrilees  | Holly Newall        | Alexander Dunn Adam Hall            | Julie MacPherson Ciara Torrance      | Adam Hall Julie MacPherson            |
| 2021      | Callum Smith      | Rachel Sugden       | Christopher Grimley Matthew Grimley | Julie MacPherson Ciara Torrance      | Matthew Grimley Julie MacPherson      |
| 2022      | Callum Smith      | Rachel Sugden       | Alexander Dunn Adam Hall            | Julie MacPherson Ciara Torrance      | Adam Hall Julie MacPherson            |
| 2023      | Callum Smith      | Lauren Middleton    | Christopher Grimley Matthew Grimley | Julie MacPherson Ciara Torrance      | Adam Hall Julie MacPherson            |
| 2024      | Callum Smith      | Rachel Sugden       | Christopher Grimley Matthew Grimley | Julie MacPherson Ciara Torrance      | Christopher Grimley Eleanor O’Donnell |
| 2025      | Callum Smith      | Rachel Sugden       | Christopher Grimley Matthew Grimley | Julie MacPherson Ciara Torrance      | Adam Pringle Julie MacPherson         |